# Utjecaj masovnih medija
Unutar područja medijskih studija, koje obuhvaćaju masovnu komunikaciju, psihologiju medija, teoriju komunikacije i sociologiju, ispitivanje utjecaja i utjecaja medija ostaje ključno. Ovo ispitivanje istražuje kako masovni mediji i njihovi kulturni aspekti oblikuju, spoznaju, stavove i ponašanje pojedinaca ili skupina publike. Koristeći pisane, televizijske ili usmene medije, masovni mediji učinkovito angažiraju široku i ekspanzivnu publiku. Integralna uloga masovnih medija u oblikovanju suvremene kulture stoji kao ključna žarišna točka unutar kulturalnih studija.
Snaga medijskog utjecaja leži u utjecaju koji stvara medijska komunikacija, što dovodi do promjene ili jačanja uvjerenja pojedinca ili publike. Mjera u kojoj medijska komunikacija oblikuje svoju publiku ovisi o brojnim elementima, uključujući demografiju publike i psihološke osobine. Ti se utjecaji mogu manifestirati pozitivno ili negativno, brzo ili postupno, kratkotrajno ili trajno. Ne potiče svaki utjecaj preobrazbu; određene medijske komunikacije podržavaju već postojeća uvjerenja. Znanstvenici pomno ispituju postmedijski angažman publike, promatrajući promjene u kogniciji, strukturama uvjerenja, stavovima, kao i emocionalnim, fiziološkim i bihevioralnim reakcijama.
Utjecaj masovnih medija, koji se često naziva 'medijskim učincima', prožima brojne aspekte ljudskog postojanja, u rasponu od sklonosti glasanju do percepcije nasilja i od procjena znanstvenika do našeg razumijevanja različitih mišljenja. Kolektivni utjecaj masovnih medija doživio je značajne transformacije tijekom vremena, evoluciju koja ustraje s tekućim razvojem samih medija. U ovom suvremenom medijskom krajoliku pojedinci preuzimaju dvojake uloge i potrošača i kreatora. Osim pukog konzumiranja informacija putem novih medija, mi aktivno širimo informacije širokoj publici, utjelovljujući višestruki angažman u medijskoj sferi.
Štoviše, ne može se zanemariti značajan utjecaj medija na psihosocijalni razvoj djece. Stoga je ključno da se liječnici uključe u rasprave s roditeljima o medijskoj izloženosti svoje djece, nudeći savjete o prikladnoj upotrebi različitih medijskih oblika, poput televizije, radija, glazbe, videoigara i interneta, prilagođenih djetetovom stanju. dob i razvojni stupanj.
Brojna akademska istraživanja zadiru u područje medija i njihovih reperkusija. Bryant i Zillmann artikulirali su medijske učinke kao "društveni, kulturni i psihološki utjecaj koji proizlazi iz komunikacije masovnih medija". Perse je istaknuo da znanstvenici medijskih učinaka istražuju "metode reguliranja, obogaćivanja ili ublažavanja utjecaja masovnih medija na pojedince i društvo."Langova perspektiva u istraživanju medijskih učinaka naglašava pomno ispitivanje "koje vrste sadržaja, u kojem mediju, utječu na određene pojedince, pod određenim okolnostima". McLuhan, u okviru svoje teorije medijske ekologije, naglašava da „Medij oblikuje poruku.

## Povijest
Studije o medijskim učincima prešle su različite faze, prepoznate kao paradigmemedijskih učinaka, često usklađene s evolucijom tehnologija masovnih medija.

### Ponovno otkrivena faza snažnih medijskih efekata
Početkom 20. stoljeća, alatima masovnih medija u nastajanju poput radija i filma pripisivana je gotovo neodoljiva sposobnost oblikovanja uvjerenja, misli i djelovanja publike prema diktatu komunikatora. Temeljna premisa teorije jakih medijskih učinaka počivala je na ideji da je publika pasivna i uniformirana. Ova pretpostavka nije imala empirijsku potporu i više se oslanjala na pretpostavke o ljudskom ponašanju. Dva su primarna čimbenika pridonijela ovakvoj percepciji učinaka masovnih medija. Prvo, proliferacija tehnologija masovnog emitiranja dosegnula je široku publiku, uključujući prosječna kućanstva, zapanjujući ljude brzinom širenja informacija, potencijalno zamagljujući bilo kakvo razaznavanje medijskih učinaka od strane publike. Drugo, vlade su koristile propagandne tehnike tijekom rata, iskorištavajući ih kao moćno oruđe za ujedinjenje stanovništva, pokazujući model komunikacije snažnog učinka. Rane studije o medijskim učincima često su bile usredotočene na moć te propagande (npr. Lasswell, 1927). S obzirom na tehnološki i društveni krajolik, početne teorije medijskih učinaka su tvrdile da masovni mediji imaju svemoćan utjecaj.
Reprezentativne teorije:
Model potkožne igle, poznat i kao teorija čarobnog metka, gleda na publiku kao na primatelje injekcije ili metka informacija iz topa masovnih medija. Prema ovoj teoriji, publici nedostaje sposobnost izbjegavanja ili suprotstavljanja ovoj injekciji ili mecima. Tvrdi da je "utjecaj čarobnog metka bio neposredan, dosljedan i snažan."
Počevši od 1930-ih, kasnija faza istraživanja medijskih učinaka istaknula je važnost empirijskih istraživanja dok je priznavala zamršenu prirodu medijskih učinaka, koja se pripisuje posebnim karakteristikama pojedinaca unutar publike. Studije Payne Funda, niz istraživačkih poduhvata provedenih u Sjedinjenim Državama tijekom tog razdoblja, posebno su se bavile utjecajem medija na mlađu demografiju. Istodobno, brojne različite studije pomno su proučavale učinke uvjeravanja, istražujući potencijal i primjenu namjernog uvjeravanja unutar filmova i različitih medijskih oblika. Hovland i sur. (1949.) krenuo je u niz eksperimentalnih istraživanja procjenjujući posljedice korištenja filmova za usađivanje određenih uvjerenja američkim vojnim novacima.Slično su se Paul Lazarsfeld (1944.) i njegovi kolege odvažili na ispitivanje demokratskih izbornih kampanja, pokrenuvši studije o učincima političkih kampanja.
Istraživači, čiji je primjer Lazarsfeld, otkrili su rastući niz empirijskih dokaza koji naglašavaju nijansiranu i raznoliku prirodu medijskih učinaka na pojedince i publiku. Ovo otkriće ukazalo je na različite posredničke čimbenike, uključujući demografske karakteristike, socijalno-psihološke elemente, politički angažman i različite obrasce medijske potrošnje. Integracija ovih novootkrivenih varijabli u istraživanje učinila je sve većim izazovom izolaciju izravnog utjecaja medija koji dovodi do kognitivnih promjena, promjena stavova i ponašanja unutar publike. Kao što je sažeto Berelson (1959.) u naširoko citiranom zaključku: "Određeni oblici komunikacije, koji se bave određenim pitanjima, usmjereni na određene pojedince pod posebnim okolnostima, daju neki oblik utjecaja."Iako je koncept svemoćnih masovnih medija izgubio na snazi, to nije negiralo potencijalni utjecaj ili učinak medija. Umjesto toga, prevladavajući okvir društvenih veza i kulturnih konteksta pojavio se kao primarni čimbenik oblikovanja ili modificiranja gledišta, stavova i ponašanja ljudi, s medijima koji djeluju unutar tih uspostavljenih okvira. Ova složenost bacila je sjenu na pojednostavljene narative u studijama medijskih učinaka.
Reprezentativne teorije:
Tok komunikacije u dva koraka:
Istražuje neizravne utjecaje medija, naglašavajući da mediji utječu na pojedince putem međuljudskog utjecaja vođa mišljenja. Ove utjecajne osobe imaju tendenciju da budu pažljivije na poruke masovnih medija i zatim ih prenose drugima unutar svojih društvenih mreža.
Klapperova teorija selektivne izloženosti:
U svojoj knjizi "Učinci masovne komunikacije", Joseph T. Klapper tvrdi da publika nije pasivni prijemnik komunikacijskog sadržaja. Umjesto toga, publika aktivno odabire sadržaj koji je u skladu s njihovim već postojećim vjerovanjima i uvjerenjima. 

### Chomsky filteri
Noam Chomsky imenovao je pet filtera kroz koje djeluju masovni mediji.
- Vlasništvo: Kad sve zbrojimo, tvrtke za masovne medije su velike korporacije koje se trude ostvariti profit fokusirajući se na ono što najviše privlači pažnju, često to vodi tome da većina njihovog sadržaja donosi najveći prihod.[25]

- Oglašavanje: S obzirom na visoke troškove masovnih medija koje većina potrošača ne želi platiti, medijske korporacije se nalaze u financijskom nedostatku. Zbog toga se oslanjaju na oglašivače kako bi nadoknadili taj nedostatak. Iako mediji svoj sadržaj prodaju potrošačima, ti isti potrošači zapravo postaju "roba" za oglašivače.[25]

- Medijska elita: S obzirom na svoju prirodu, novinarstvo je teško potpuno regulirati, što otvara mogućnost za korupciju među vladama, korporacijama i velikim institucijama koje su vješte u iskorištavanju "rupa" u sustavu.[25]

- Oštra kritika: Novinarima je izazovno odstupiti od uspostavljenih stavova jer bi zbog toga mogli biti izloženi kritikama. Ako priča ne odgovara moćnicima, oni će nastojati diskreditirati izvore, odbaciti priču kao nevažnu i pokušati odvratiti publiku.[25]

- Zajednički neprijatelj: Stvaranje jednog zajedničkog neprijatelja ima moć ujedinjavanja publike i oblikovanja javnog mnijenja.[25]

Dokazi koji su se pojavili bili su u suprotnosti s teorijom o ograničenom medijskom učinku, sugerirajući da bi poruke masovnih medija doista mogle potaknuti zamjetne društvene posljedice. Lang i Lang (1981.) osporili su prevladavajuće prihvaćanje teorije o ograničenom medijskom učinku, tvrdeći da "dokazi koji postoje do kraja 1950-ih, usprkos protuteži nekim negativnim nalazima, ne podupiru sveobuhvatnu prosudbu o 'medijskoj beznačajnosti".

Tijekom 1950-ih i 1960-ih, široka primjena televizije naglasila je njen neusporediv utjecaj na društvenu dinamiku. Istodobno, istraživači su prepoznali da su ranija ispitivanja, koja su se uvelike oslanjala na psihološke paradigme, usko usredotočena isključivo na neposredne i kratkoročne učinke. Pojava modela "podražaj-reakcija" uvela je potencijal za značajne dugoročne posljedice medijske izloženosti. Ovaj prijelaz s kratkoročnih na dugotrajne učinke označio je revitalizaciju istraživanja medijskih učinaka. Veći naglasak stavljen je na kolektivne kulturne trendove, društvene definicije, ideološke utjecaje i institucionalna ponašanja. Dok se još uvijek smatralo da publika odlučuje o izboru medijskog sadržaja koji će konzumirati, "način na koji mediji uređuju, obrađuju i oblikuju sadržaj za svoje vlastite ciljeve može značajno utjecati na njegovu recepciju, interpretaciju i, posljedično, na trajne ishode" (McQuail, 2010.).
Tijekom prvih godina 1970-ih, dopunske teorije dodatno su ojačale koncept moćnih medijskih učinaka. Elisabeth Noelle-Neumann predstavila je spiralu šutnje, dok je George Gerbner proveo niz studija unaprjeđujući teoriju kultiviranja, značajno pridonoseći jačanju prevladavajuće paradigme jakih medijskih učinaka.
Reprezentativne teorije:
- Teorija postavljanja agende: Istražuje kako izbor tema masovnih medija i njihova učestalost izvještavanja oblikuju percipiranu važnost određenih tema među javnom publikom. U biti, naglašava utjecaj masovnih medija u usmjeravanju javnih percepcija i mišljenja o različitim pitanjima.
- Framing: Prepoznaje sposobnost medija da utječu na to kako publika tumači medijsku poruku pedantnom kontrolom perspektiva, činjeničnog predstavljanja, mišljenja i trajanja izvještavanja. Ističe ulogu medija u oblikovanju perspektiva publike i usmjeravanju njihovih misaonih procesa.
- Teorija jaza u znanju: Potvrđuje trajni utjecaj masovnih medija na socioekonomski status pojedinaca, predlažući ideju da "kako se širi širenje informacija masovnih medija unutar društvenog okvira, više socioekonomske skupine teže stjecanju ovih informacija brže od nižih socioekonomskih segmenata, pogoršavajući razliku u znanju između ovih skupina, umjesto da je smanjuje.[27]"
- Teorija kultiviranja: Dok pojedinci uranjaju u prožimajuće i dosljedne medijske poruke, osobito na televiziji, skloni su povlačiti paralele između prikazanog svijeta i stvarnog svijeta.
- Spirala šutnje: Ljudi koji vjeruju da je njihovo stajalište u manjini često se suzdržavaju od njegova izražavanja zbog zabrinutosti za socijalnu isključenost. Ovo oklijevanje zauzvrat utječe na druge koji dijele istu perspektivu da se također suzdrže od progovaranja.

### Faza ograničenih medijskih učinaka
Tijekom kasnih 1970-ih znanstvenici su se bavili utjecajem medija na oblikovanje društvenih percepcija, često nazivanim "društvenim konstruktivizmom" (Gamson i Modigliani, 1989). Ova je perspektiva istraživala kako mediji doprinose oblikovanju značenja i odgovarajućih društvenih percepcija. Prvo, mediji dosljedno predstavljaju slike društva na strukturiran i predvidljiv način, obuhvaćajući i vijesti i zabavni sadržaj. Drugo, publika razvija ili oblikuje svoje razumijevanje stvarne društvene stvarnosti – i svog mjesta u njoj – angažirajući se na ovim medijski oblikovanim prikazima. Pojedinci unutar te publike odlučuju kako stupaju u interakciju s tim percepcijama stvarnosti vođenim medijima i kako ih tumače. Međutim, kada su medijske poruke jedini izvor informacija, publika bi mogla nenamjerno prihvatiti konstruiranu stvarnost kao istinu. Alternativno, mogu izabrati da svoje razumijevanje društvene stvarnosti crpe iz drugih izvora poput osobnih iskustava ili kulturnih utjecaja.
U tom su razdoblju uz postojeće kvantitativne i biheviorističke pristupe uvedene kvalitativne i etnografske metode istraživanja. Nadalje, razna istraživačka nastojanja koncentrirala su se na proučavanje medijskih učinaka u kontekstu načina na koji mediji pokrivaju manjinske i rubne društvene pokrete.
Reprezentativno istraživanje
Van Zoonenova studija (1992.): istražuje ulogu masovnih medija u ženskom pokretu u Nizozemskoj.

### Faza novog medijskog okruženja
Počevši od 1970-ih, studije su počele istraživati utjecaje individualnog ili grupnog ponašanja unutar računalno posredovanih okruženja. Ovo rano istraživanje bilo je usmjereno na ispitivanje utjecaja računalno posredovane komunikacije (CMC) na interpersonalnu i grupnu dinamiku. Početna istraživanja bavila su se društvenim interakcijama i percepcijama stvorenim između sudionika CMC-a, uzimajući u obzir ograničenja kao što su anonimnost i odsutnost neverbalnih znakova (auditivnih ili vizualnih) u postavkama CMC-a. Prvi val istraživanja CMC-a prvenstveno je uspoređivao tradicionalne "samo tekstualne" internetske interakcije (npr. e-poštu) s komunikacijom licem u lice (Culnan & Markus, 1987). Na primjer, Daft i Lengel (1986.) uveli su teoriju medijskog bogatstva kako bi procijenili koliko učinkovito različiti medijski kanali mogu prenijeti informacije.
U 1990-ima, široko prihvaćanje interneta za osobnu upotrebu proširilo je opseg studija o računalno posredovanoj komunikaciji (CMC). Teorije poput obrade društvenih informacija (Walther, 1992.) i modela socijalne identifikacije/deindividuacije (SIDE) (Postmes et al. 2000.)istraživale su učinke CMC-a na ponašanje korisnika, uspoređujući te učinke s onima komunikacije licem u lice. Porast interaktivnog sadržaja koji generiraju korisnici na web stranicama i platformama društvenih medija dodatno je obogatio istraživanje u CMC-u. Na primjer, Valkenburg i Peter (2009.) predložili su hipotezu samootkrivanja poboljšanog internetom koja se odnosi na adolescente, sugerirajući da platforme društvenih medija prvenstveno služe održavanju prijateljstava u stvarnom životu među mladim korisnicima, potencijalno jačajući te odnose. Brza evolucija novih CMC tehnologija zahtijeva razvoj novih teorija medijskih učinaka kako bi se održao korak s tim napretkom.

### Model učinaka temeljen na preferencijama
Novi mediji i web tehnologije u nastajanju, osobito društveni mediji, prisiljavaju stručnjake za komunikaciju da preispitaju konvencionalne modele učinaka (Bennett i Iyengar, 2008.). S obzirom na razvoj medijskih okruženja i ponašanja publike, neki sugeriraju da je prevladavajući okvir za istraživanje medijskih učinaka više usklađen s modelom učinaka koji se temelji na preferencijama (Cacciatore, Scheufele & Iyengar, 2016.). Nazvan pojačanje temeljeno na preferencijama, ovaj model naglašava kako sve raznolikija sfera online vijesti kroji sadržaj kako bi odgovarao uvjerenjima i preferencijama određenih segmenata publike.
Ovo je potaknuto trima fenomenima:
- Medijske platforme postupno su se pomaknule prema opskrbljivanju usko definiranim ideološkim segmentima javnosti, s ciljem njegovanja profitabilnijih okruženja oglašavanja.[37]

- Ljudi ovise o informacijama koje su sami odabrali i koje su u skladu s njihovim već postojećim uvjerenjima, a koja su spojena u personalizirane feedove, koji se često nazivaju "eho komore" ili "mjehurići filtera".[38]

- Nova medijska sučelja, poput prilagođenih rezultata tražilice, pridonose ograničenoj prilagodbi informacija, pod utjecajem i namjernih i nenamjernih korisničkih unosa.[39]

Ovi čimbenici mogli bi potaknuti preispitivanje snažnih medijskih učinaka u medijskom krajoliku koji se razvija, što bi moglo uključivati preispitivanje pojma "prilagođenog uvjeravanja".

## Tipologija
Širok raspon studija medijskih učinaka predstavlja organizacijsku prepreku. Jedan od učinkovitih pristupa je kategoriziranje medijskih učinaka na temelju njihove usredotočenosti na publiku, razlikovanje pojedinačnih (mikro) ili skupnih (makro) razina publike. Denis McQuail, poznati teoretičar komunikacije, strukturirao je te učinke unutar grafičkog okvira.

### Mikrorazina
Teorije koje svoja zapažanja i zaključke izvode iz širokih društvenih kolektiva, institucija, sustava ili ideologija kategorizirane su kao teorije na makrorazini.
Reprezentativne teorije:
- Model vjerojatnosti razrade
- Socijalno-kognitivna teorija masovnog komuniciranja
- Teorija kadriranja
- Teorija priminga

Na individualnoj razini, ljudi mogu iskusiti utjecaj na šest različitih načina.
1. Kognitivni: Najočitiji i mjerljivi učinak uključuje stjecanje novih informacija, značenja ili poruka putem medijskog angažmana. Kognitivni učinci nadilaze puku asimilaciju znanja; oni obuhvaćaju sposobnosti pojedinaca da prepoznaju obrasce, sintetiziraju informacije iz različitih izvora i prevedu informacije u nova ponašanja.
2. Uvjerenja: Pojedinac ne može neovisno provjeriti svaku pojedinačnu medijsku poruku, ali može odlučiti vjerovati mnoštvu ovih poruka, čak i u vezi s događajima, pojedincima, lokacijama i konceptima koje nije iskusio iz prve ruke.
3. Stavovi: Medijske poruke, bez obzira na njihovu namjeru, često izazivaju ocjene ili predispozicije o temama koje prikazuju.
4. Učinak: Opisuje svaki emocionalni utjecaj, bilo pozitivan ili negativan, koji je pojedinac doživio zbog izloženosti medijima.
5. Fiziološki: medijski sadržaj može izazvati nenamjernu fizičku reakciju, često promatranu kao reakciju borbe ili bijega ili proširene zjenice.
6. Ponašanje: Istraživači mjere otvorenu reakciju pojedinca i interakciju s medijskim sadržajem, promatrajući bilo kakve promjene ili pojačanje u ponašanju.

### Makrorazina
Teorije koje svoja zapažanja i zaključke izvode iz širokih društvenih kolektiva, institucija, sustava ili ideologija kategorizirane su kao teorije na makrorazini. 
Primjeri uključuju:
- Teorija jaza znanja
- Komunikacija o riziku
- Teorija javne sfere u komunikaciji
- Teorija ograničenih učinaka
- Dominantna paradigma
- Kulturalistička teorija

### McQuailova tipologija
Razvio ga je Denis McQuail, istaknuti teoretičar komunikacije priznat kao vodeća figura u području studija masovnih komunikacija. McQuail je strukturirao učinke unutar grafičkog okvira na temelju namjere medijskog učinka (namjernog ili slučajnog) i njegovog vremenskog trajanja (kratkoročno ili dugoročno).

## Ključne teorije medijskih učinaka

### Medijski efekti na mikro razini
Ovdje su istaknuti primjeri studija medijskih učinaka koje istražuju utjecaj medija na pojedince.

#### Efekt trećeg lica
Koncept učinka trećeg lica sastoji se od dva primarna elementa: perceptivnog i bihevioralnog. Perceptivni aspekt implicira da se pojedinci često netočno doživljavaju kao manje osjetljivi na medijske učinke u usporedbi s drugima. Suprotno tome, bihevioralni aspekt sugerira da uočavanje utjecaja medija na druge motivira pojedince da poduzmu radnje kako bi zaštitili te percipirane ranjive skupine. Na primjer, u studiji koja je istraživala percipirani utjecaj nasilnih i mizoginih rap tekstova, studenti na Sveučilištu u Delawareu prijavili su znatno nižu osjetljivost na tekstove u usporedbi s drugim studentima na sveučilištu, a čak i manje od mladih u New Yorku/Los Angelesu.  Ovaj se fenomen prvenstveno temelji na teoriji atribucije, gdje pojedinci imaju tendenciju pripisivati svoje reakcije vanjskom svijetu i pripisivati različite reakcije drugih osobnim osobinama. Standley (1994.) je ispitivao učinak trećeg lica i teoriju atribucije, otkrivši da je vjerojatnije da će pojedinci navesti situacijske razloge za utjecaj televizije na sebe dok dispozicijske razloge pripisuju drugim članovima publike.

#### Priming
Ovaj koncept potječe iz mrežnog modela pamćenja, temeljnog konstrukta u kognitivnoj psihologiji. U ovom modelu informacije su pohranjene kao čvorovi povezani asocijativnim putovima, tvoreći klastere povezanih čvorova. Kada se jedan čvor aktivira, on pokreće aktivaciju obližnjih čvorova putem širenja aktivacije. Kao rezultat toga dolazi do pripreme, gdje se aktivirani čvorovi pripremaju za potencijalnu aktivaciju. Snaga i trajanje početnog učinka ovise o intenzitetu aktivacije i vremenu proteklom od aktivacije.
Unutar studija medijskih učinaka, priming opisuje kako izloženost medijima može utjecati na stavove, ponašanja ili uvjerenja pojedinca. Osobito u području istraživanja medijskog nasilja, prevladavajućeg područja istraživanja medijskih učinaka, teorija tvrdi da izloženost nasilnim činovima može potaknuti pojedince da pokažu agresivnije ponašanje dok aktivacija traje.

#### Socijalno učenje
Miller i Dollard (1941.) bili su pioniri u teoriji socijalnog učenja, pokazujući da pojedinci mogu steći ponašanja ne samo osobnim provođenjem već i promatranjem. Nadovezujući se na to, Bandura (1977) je proširio koncept, sugerirajući da publika može naučiti ponašanja promatrajući izmišljene likove.

#### Medijsko nasilje
Desetljeća istraživanja posvećena su istraživanju utjecaja medijskog nasilja na pojedince, koji seže još u dvadesete godine prošlog stoljeća. Djeca i adolescenti, identificirani kao ranjivi konzumenti medija, često su žarište ovih istraživanja. Većina studija o medijskom nasilju vrti se oko televizije i videoigara kao istaknutih medijskih kategorija.
Pojava filmske industrije, zajedno s napretkom u društvenim znanostima, potaknula je dobro poznata istraživanja poput istraživanja Payne Funda i drugih [kojih?]. Međutim, pojavile su se sumnje u vjerodostojnost istraživanja [čije?], a jedan od rezultata ukazao je na izravnu vezu između filmova koji prikazuju mlade delinkvente i stvarnog delinkventnog ponašanja među adolescentima. Kasnije, 1954., Wertham je u svojoj knjizi "Zavođenje nevinih" predložio da stripovi utječu na djecu prema delikvenciji, iskrivljuju njihove poglede na svijet i smanjuju pismenost. Ipak, ovom istraživanju nedostajala je formalnost da bi se donijelo konačan sud, a nedavno ispitivanje sugerira da su informacije pogrešno predstavljene, pa čak i izmišljene. Unatoč tome, izazvao je bijes javnosti, što je dovelo do ukidanja brojnih strip časopisa.
Raširena prisutnost televizije 1950-ih izazvala je povećanu zabrinutost. Od tada su brojna istraživanja pokazala različite učinke koji proizlaze iz izloženosti televiziji.
Učinci na ponašanje uključuju dezinhibiciju, imitaciju i desenzibilizaciju.
- Dezinhibicija: Hipoteza koja sugerira da bi izloženost nasilnim medijima mogla opravdati korištenje nasilja dobila je potporu brojnih pomno kontroliranih eksperimenata. Na primjer, u određenoj studiji, muškarci izloženi nasilnoj pornografiji pokazali su povećanu agresiju prema ženama u određenim situacijama.[47]

1. Teorija oponašanja: sugerira da pojedinci mogu steći nasilno ponašanje od televizijskih likova. Bandurin eksperiment s lutkom Bobo, zajedno s dodatnim istraživanjem, čini se da sugerira korelaciju čak i kada se uzmu u obzir pojedinačne varijacije.
2. Desenzibilizacija: desenzibilizacija pojedinca na nasilje zbog dugotrajne izloženosti nasilnom medijskom sadržaju, što često dovodi do opipljivih posljedica u stvarnom životu. Istraživanje je obuhvatilo i nasilje na televiziji i u video igrama.
Desenzibilizacija se pojavila kao problem u hollywoodskim adaptacijama koje se odnose na kriminalističke narative. Filmski producenti, zadubljeni u izradu vizualno umjetničkih filmova, mogli bi nenamjerno učiniti svoju publiku ravnodušnom prema istinskom užasu prikazanom na ekranu.
Kognitivni učinci obuhvaćaju pojačano uvjerenje o potencijalu za nasilje u stvarnom svijetu koje proizlazi iz izloženosti nasilnom medijskom sadržaju, čime se izaziva povećana tjeskoba u vezi s osobnom sigurnošću.

### Medijski efekti na makro razini
Dolje su značajne ilustracije studija medijskih učinaka koje pomno ispituju utjecaj medija na kolektivnu publiku.

#### Kultiviranje
Nema svaki utjecaj medija odmah ili ima samo kratkoročne učinke. Gerbner (1969.) formulirao je teoriju kultiviranja, tvrdeći da mediji potiču "kolektivnu svijest o elementima postojanja". Kada je publika stalno izložena temama i pričama koje se ponavljaju, tijekom duljeg razdoblja, mogu početi predvidjeti odraz tih tema i priča u situacijama iz stvarnog života.

#### Postavljanje dnevnog reda u vijestima
Postavljanje medijske agende obuhvaća dva temeljna aspekta: (i) predstavljanje vijesti i (ii) utjecaj na percepciju javnosti o vijestima. Vijesti prenose poruke publici o važnosti istaknutih tema, dok uokvirivanje vijesti usmjerava gledatelje prema određenim odgovorima. Nadalje, vijesti koje nisu pokrivene imaju tendenciju nestati, ne samo zbog nepostojanja platforme za masovnu komunikaciju, već i zato što pojedinci mogu potisnuti svoje brige kako bi izbjegli društvenu isključenost. Ova pojava dodatno produžava efekt spirale tišine.

##### Framing
Novinske kuće imaju utjecaj na javno mnijenje manipulirajući varijablama u prezentaciji vijesti. Oni selektivno biraju činjenice kako bi naglasili određene kutove ili stajališta. Različite metode prezentacije, kao što su vrijeme emitiranja, opseg pokrivenosti i izbor medija vijesti, doprinose oblikovanju poruke. Ovaj proces kadriranja može uspostaviti, zamijeniti ili ojačati određene perspektive unutar publike. Entman (2007) definira uokvirivanje kao "proces odabira određenih elemenata percipirane stvarnosti i konstruiranja narativa koji naglašava veze među njima kako bi se zagovaralo određeno tumačenje." Mediji ne samo da identificiraju percipirane "uzroke problema", već također mogu "oblikovati moralne prosudbe" i "podupirati preferirane politike".
Kad mediji redovito prezentiraju vijesti s povlaštenom pristranošću, dugotrajna posljedica kadriranja može biti jačanje određenih dominantnih ideoloških okvira i povezanih institucija. Ova pristranost može dodatno podupirati kapitalizam, patrijarhat, heteronormativnost, individualizam, konzumerizam i privilegije bijelaca.Postoji teorijsko razmišljanje da bi takva pristranost mogla dodatno podupirati političke stranke usklađene s ovim ideološkim paradigmama, iako su potrebna dodatna empirijska istraživanja za potvrdu tih tvrdnji.

#### Gatekeeping
Mediji ističu da je gatekeeping, proces koji uključuje selekciju vijesti i time može oblikovati agendu i odabrani okvir, neizbježan. S obzirom na neprekidnu poplavu informacija i gotovo beskonačan pristup istima, selekcija postaje neizbježna nužnost. Unutar novinskih organizacija, različite subkulture određuju vrstu objavljenog sadržaja, dok urednici i drugi zaposlenici unutar tih organizacija oblikuju poruke kako bi prilagodili sadržaj svojoj publici.
Pojava digitalnih medija, od blogova do platformi društvenih medija, duboko je transformirala tradicionalnu ulogu medija u čuvanju vrata. Uz povećanje broja vrata, bilježi se i porast broja vratara. Divovi poput Googlea i Facebooka prilagođavaju sadržaj svojim korisnicima, prebirući po golemim količinama rezultata pretraživanja i medijskih objava kako bi predstavili sadržaj usklađen s preferencijama korisnika.U 2015. godini 63 posto korisnika Facebooka i Twittera otkrilo je vijesti putem svojih feedova, što je porast u odnosu na 57 posto iz prethodne godine. Uz brojne izlaze ili "vrata", vijesti se šire bez oslanjanja na naslijeđene medijske mreže. Zanimljivo je da korisnici društvenih medija mogu funkcionirati kao provjera medija, ističući pristranosti ili netočnosti. Štoviše, postoji simbiotski odnos između korisnika društvenih medija i tiska: mladi novinari iskorištavaju društvene medije za praćenje aktualnih tema.
Tradicionalne medijske organizacije, uz novije online platforme, nailaze na znatne prepreke. Proliferacija prodajnih mjesta, zajedno sa smanjenjem broja nakon recesije 2008., pojačava pritisak na reportaže. Prema studiji, novinari proizvedu otprilike 4,5 članaka dnevno. Agencije za odnose s javnošću sve su više pridonijele stvaranju vijesti, s "41 posto novinskih članaka i 52 posto emitiranih vijesti koje uključuju PR materijale koji ili postavljaju dnevni red ili čine većinu priče." Često se priče žurno objavljuju i zatim revidiraju, zaobilazeći "kompletan novinarski proces". Unatoč tome, publika aktivno traži sadržaj visoke kvalitete—koji god prodajni prostor može zadovoljiti ovaj zahtjev mogao bi privući kratkotrajnu pozornost današnjeg gledatelja.

##### Spirala tišine
Ljudi se često suzdržavaju od dijeljenja ili pojačavanja određenih poruka zbog straha od društvene izolacije i sklonosti ka autocenzuri. U području studija medijskih učinaka, određeni pojedinci mogu potisnuti svoja mišljenja ako mediji ne afirmiraju njihov značaj ili perspektivu. Ovaj fenomen spirale šutnje proširuje se na pojedince unutar medija koji bi mogli izbjegavati objavljivanje spornog sadržaja koji bi potencijalno mogao dovesti u pitanje utvrđene norme.

#### Teorija ograničenih učinaka
Na temelju Lazarsfeldova istraživanja iz 1940-ih, masovni mediji općenito nemaju sposobnost bitno promijeniti duboko ukorijenjene stavove većine, suprotno prevladavajućim uvjerenjima.Ova teorija tvrdi da publika selektivno percipira medijske poruke u skladu s njihovim već postojećim svjetonazorima. Korištenje masovnih medija prvenstveno služi učvršćivanju ovih postojećih predodžbi bez značajnog mijenjanja mišljenja ili s minimalnim utjecajem, budući da se dobro informirani pojedinci uvelike oslanjaju na osobna iskustva i prethodno znanje.
Ova teorija predlaže da masovni mediji mogu imati značajan utjecaj odražavajući stajališta društvenih elita, koje ih posjeduju i njima upravljaju, koncept koji je ocrtao sociolog Todd Gitlin sličan pogrešnom pojmu moći. Kroz vlasništvo ili sponzorstvo određenih medija, te elite posjeduju sposobnost oblikovanja javnih percepcija proizašlih iz korištenja masovnih medija.

## Značajke aktualnih studija
Kako smo zakoračili u 21. stoljeće, brza evolucija interneta i tehnologije Web 2.0 značajno je preoblikovala obrasce potrošnje medija. Istodobno, studije medijskih učinaka postale su raznovrsnije i ciljanije. Nakon sveobuhvatne meta-analize teorija medijskih učinaka na mikrorazini, Valkenburg, Peter & Walther (2016) identificirali su pet primarnih atributa:

### Selektivnost korištenja medija
Postoje dva prijedloga koji podržavaju ideju selektivnosti: (1) u moru dostupnih poruka, ljudi se često fokusiraju samo na ograničeni podskup; (2) ljudi su najviše podložni utjecaju poruka koje aktivno biraju (Klapper 1960, Rubin 2009). Istraživači već desetljećima prepoznaju selektivnost medija kao ključni faktor koji ograničava utjecaj medija, ali su potrebni dodatni citati kako bi se potvrdila ta tvrdnja. Kasnije su se razvila dva teorijska okvira - teorija korištenja i zadovoljstva (Katz et al. 1973., Rubin 2009.) i teorija selektivne izloženosti (Knobloch-Westerwick 2015., Zillmann & Bryant 1985.) - iz ove osnove. Ove teorije pokušavaju identificirati psihološke i društvene faktore koji usmjeravaju i filtriraju izbor medija publike. Ukratko, ovi okviri stavljaju korisnika medija u središte procesa medijskog utjecaja, prepoznajući korištenje medija kao posrednika između početnog impulsa i konačnih učinaka medija. Na kraju, korisnici oblikuju vlastite efekte putem svojih uzoraka konzumiranja medija, bilo namjerno ili ne.

### Svojstva medija kao prediktori
Prediktori medijskih učinaka obuhvaćaju inherentna svojstva samih medija. 
Modalitet:
Medijski formati su prolazili kontinuiranu evoluciju od svog početka. Vjeruje se da način isporuke, bilo tekstualni, auditivni, vizualni ili audiovizualni, značajno utječe na odabir korisnika i kognitivnu obradu tijekom konzumiranja medija. Marshall McLuhan (1964.), poznat po svojoj izreci "Medij je poruka", jedan je od istaknutih znanstvenika koji tvrde da je način isporuke, a ne sam sadržaj, ono što utječe na pojedince i društvo.

Svojstva sadržaja:
Većina studija o medijskim učincima i dalje se usredotočuje na utjecaj sadržaja (poput nasilja, straha, portretiranja likova, jačine argumenata) na publiku. Bandurina (2009.) društvena kognitivna teorija, na primjer, sugerira da medijske reprezentacije nagrađenog ponašanja i privlačnih likova povećavaju vjerojatnost medijskih učinaka.
Strukturna svojstva:
Uz modalitet i sadržaj, strukturni aspekti poput specijalnih efekata, tempa i vizualnih iznenađenja ključni su za utjecaj na publiku. Ta svojstva mogu privući pozornost publike i potaknuti selektivnu izloženost medijskom sadržaju (Knobloch-Westerwick 2015.).

### Medijski efekti su uvjetni
Dok je svemoćni utjecaj masovnih medija opovrgnut empirijskim dokazima, priznavanje neizravnih medijskih učinaka postalo je široko prihvaćeno. U ovom kontekstu, neizravni učinak ukazuje na to da neovisna varijabla (kao što je korištenje medija) utječe na ovisne varijable (kao što su ishodi korištenja medija) putem jedne ili više intervenirajućih (posredujućih) varijabli. Razumijevanje neizravnih medijskih učinaka naglašava važnost ovih interventnih čimbenika u razumijevanju kako i zašto dolazi do utjecaja medija. Štoviše, analiza neizravnih učinaka pomaže u točnijoj procjeni veličina učinaka u empirijskim istraživanjima (Holbert & Stephenson 2003). Kada model uključuje posredničke i moderirajuće varijable, ukupni učinak nezavisne varijable na zavisnu uključuje izravne i neizravne učinke. Zanemarivanje neizravnog učinka moglo bi dovesti do nepotpune procjene odnosa između dviju značajnih varijabli (Raykov & Marcoulides 2012).

### Medijski učinci su transakcijski
U skladu s idejom da medijski učinci proizlaze iz mješavine varijabli, utjecaj medija može se pojačati ili umanjiti individualnim varijacijama i raznolikošću društvenih konteksta. Različite teorije medijskih učinaka predlažu uvjetne medijske učinke, kao što je teorija korištenja i zadovoljstva (Rubin 2009.), spiralni model pojačanja (Slater 2007.), uvjetni model učinaka političke komunikacije (McLeod et al. 2009.) i vjerojatnost razrade model (Petty & Cacioppo 1986).

### Medijski učinci su neizravni
Brojne teorije pretpostavljaju recipročne uzročne veze između različitih varijabli, uključujući atribute korisnika medija, čimbenike okoline i ishode medijske izloženosti (Bandura 2009). Transakcijske teorije nadalje podupiru paradigmu selektivnosti (značajka 1), tvrdeći da publika oblikuje vlastite medijske učinke selektivnim angažmanom u medijima, s ciljem razjašnjavanja mehanizama koji stoje iza ovog procesa. Među pet identificiranih značajki, teorije transakcijskih medijskih učinaka su najsloženije. Počivaju na tri temeljne pretpostavke. Prvo, komunikacijske tehnologije (npr. radio, televizija, internet) služe kao recipročni posrednici između proizvođača informacija i primatelja koji komuniciraju putem tih tehnologija (Bauer 1964). Drugo, utjecaj medijskog sadržaja je recipročan između proizvođača i potrošača, što podrazumijeva međusobni utjecaj. Producenti su otvoreni za utjecaj potrošača jer uče iz potreba i preferencija publike (Webster 2009). Treće, transakcije se mogu klasificirati kao međuljudske.
Unatoč tome, ove značajke ostaju ograničene unutar studija medijskih učinaka na mikro razini, primarno fiksiranih na neposredne, kratkoročne, pojedinačne učinke.

### Politička važnost masovnih medija
Veza između politike i masovnih medija je zamršena jer potonji značajno oblikuju javno mnijenje o političkim osobama i temama. Mediji često zaslužuju nadimak "četvrta grana vlasti" u demokratskim nacijama ili "četvrta vlast" zbog svoje uloge psa čuvara u političkim poslovima, služeći javnom interesu. Nadalje, masovni mediji imaju značajan utjecaj unutar moćnih institucija, uključujući i zakonodavna tijela. Strateškim korištenjem različitih platformi za zagovaranje, različite društvene skupine mogu utjecati na procese donošenja odluka o pitanjima kao što su sigurnost djece, kontrola oružja i drugo.
Istraživačka studija pokazala je da društveni mediji omogućuju političarima da projiciraju povećanu autentičnost. Naime, otkrilo je da glasači političare smatraju iskrenijima na društvenim platformama u usporedbi s njihovim pojavljivanjem u intervjuima ili televizijskim emisijama. Ovo otkriće predstavlja priliku za političare da izravno stupe u kontakt s novim segmentom birača.
Dok novi mediji olakšavaju izravan angažman između birača i političara, povećavajući transparentnost u politici, njihov potencijal za manipuliranje informacijama na širokoj razini predstavlja značajnu prijetnju političkoj areni. Prema izvješću Ofcoma iz 2018., 64% odraslih doznavalo je svoje vijesti s interneta, a 44% se oslanjalo na društvene medije. Jedinstveni elementi na društvenim platformama, kao što su lajkovi, retvitovi i dijeljenja, pridonose stvaranju ideoloških komora odjeka, gdje i prave i lažne vijesti mogu stalno kružiti.
Harold Lasswell, politolog, istaknuo je tri vitalne društvene funkcije koje masovni mediji ispunjavaju u političkom kontekstu: nadzor za izvještavanje o događajima koji su u tijeku, tumačenje za kontekstualizaciju tih događaja i socijalizaciju koja integrira pojedince u njihov kulturni milje. Masovni mediji dosljedno šire politički značajne informacije širokoj publici i promptno prenose reakcije javnosti. Ovo vladinim tijelima i donositeljima odluka daje priliku da steknu dublje razumijevanje reakcija javnosti na njihove odluke.

## Reference
1. ↑  Jacobs, Norman. 1. siječnja 1992. Mass Media in Modern Society. Transaction Publishers. ISBN 978-1-4128-2818-5
2. ↑  DellaVigna, S.; Kaplan, E. 1. kolovoza 2007. The Fox News Effect: Media Bias and Voting. The Quarterly Journal of Economics (engleski). 122 (3): 1187–1234. doi:10.1162/qjec.122.3.1187. ISSN 0033-5533
3. ↑  Gerbner, George; Gross, Larry; Signorielli, Nancy; Morgan, Michael. 1. ožujka 1980. Aging with Television: Images on Television Drama and Conceptions of Social Reality. Journal of Communication (engleski). 30 (1): 37–47. doi:10.1111/j.1460-2466.1980.tb01766.x. ISSN 0021-9916
4. ↑  Di Tella, Rafael; Freira, Lucía; Gálvez, Ramiro H.; Schargrodsky, Ernesto; Shalom, Diego; Sigman, Mariano. Ožujak 2019. Crime and violence: Desensitization in victims to watching criminal events. Journal of Economic Behavior & Organization (engleski). 159: 613–625. doi:10.1016/j.jebo.2017.10.005
5. ↑  Gerbner, George; Gross, Larry; Signorielli, Nancy; Morgan, Michael. 1. ožujka 1980. Aging with Television: Images on Television Drama and Conceptions of Social Reality. Journal of Communication (engleski). 30 (1): 37–47. doi:10.1111/j.1460-2466.1980.tb01766.x. ISSN 0021-9916
6. ↑  Noelle-Neumann, Elisabeth. 1. lipnja 1974. The Spiral of Silence a Theory of Public Opinion. Journal of Communication (engleski). 24 (2): 43–51. doi:10.1111/j.1460-2466.1974.tb00367.x. ISSN 0021-9916
7. 1 2 3 4 5 6 7 8  Valkenburg, Patti M.; Peter, Jochen; Walther, Joseph B. 4. siječnja 2016. Media Effects: Theory and Research. Annual Review of Psychology (engleski). 67 (1): 315–338. doi:10.1146/annurev-psych-122414-033608. ISSN 0066-4308
8. ↑  King, Gary; Schneer, Benjamin; White, Ariel. 10. studenoga 2017. How the news media activate public expression and influence national agendas. Science (engleski). 358 (6364): 776–780. doi:10.1126/science.aao1100. ISSN 0036-8075
9. 1 2  Guerrero-Solé, Frederic; Terribas Sala, Mónica; Gifreu Pinsach, Josep. 17. travnja 2018. People on Media Effects. An Exploratory Study of People’s Theorization on the Influence of Mass Media. Estudios sobre el Mensaje Periodístico. 24 (1): 583–601. doi:10.5209/ESMP.59968. ISSN 1988-2696
10. ↑  Potter, W. James. 2012. Media effects. SAGE Publ. Los Angeles, Calif.. ISBN 978-1-4129-6469-2
11. ↑  Impact of media use on children and youth. Paediatrics & Child Health (engleski). 8 (5): 301–306. 1. svibnja 2003. doi:10.1093/pch/8.5.301. ISSN 1205-7088. PMC 2792691. PMID 20020034CS1 održavanje: format PMC-a (link)
12. ↑  Bryant, Jennings, ur. 1986. Perspectives on media effects. Communication. Erlbaum. Hillsdale, NJ. ISBN 978-0-8058-0721-9
13. ↑  Elizabeth M. Perse. 1. siječnja 2001. Media Effects and Society. Routledge. ISBN 9781135686796
14. ↑  Lang, Annie. Veljača 2013. Discipline in Crisis? The Shifting Paradigm of Mass Communication Research: Discipline in Crisis. Communication Theory (engleski). 23 (1): 10–24. doi:10.1111/comt.12000
15. ↑  Griffin, Emory A. 2014. A first look at communication theory. McGraw-Hill Higher Education. New York. ISBN 978-0-07-352392-7
16. 1 2  Cacciatore, Michael A.; Scheufele, Dietram A.; Iyengar, Shanto. 2. siječnja 2016. The End of Framing as we Know it … and the Future of Media Effects. Mass Communication and Society (engleski). 19 (1): 7–23. doi:10.1080/15205436.2015.1068811. ISSN 1520-5436
17. 1 2 3 4 5  Bauer, Raymond A.; Bauer, Alice H. Srpanj 1960. America, ‘Mass Society’ and Mass Media 1. Journal of Social Issues (engleski). 16 (3): 3–66. doi:10.1111/j.1540-4560.1960.tb00953.x. ISSN 0022-4537
18. ↑  McQuail, Denis. 2010. McQuail's mass communication theory. SAGE. Los Angeles, Calif.. ISBN 978-1-84920-292-3
19. ↑  Lasswell. 1927. Propaganda technique in the world war. MA: M.I.T. Press.. Cambridge.
20. 1 2 3 4 5 6 7  Denis McQuail. 2010. McQuail's mass communication theory. SAGE Publications. London.
21. ↑  Hovland, Carl. 1949. Experiments on Mass Communication. Studies in Social Psychology in World War II. Volume III. Princeton University Press.. Princeton, New Jersey.
22. ↑  Larzarsfeld, Paul. 1944. People's choice. Duell, Sloan and Pearce.. New York, NY.
23. ↑  Berelson, Bernard. The State of Communication Research. Public Opinion Quarterly. 23 (1): 1. doi:10.1086/266840
24. ↑  Chomsky, Noam. Listopad 2006. Message from Noam Chomsky. Lingua (engleski). 116 (10): 1469. doi:10.1016/j.lingua.2006.06.001
25. 1 2 3 4 5  Noam Chomsky: The five filters of the mass media. prruk.org. Pristupljeno 17. siječnja 2024.
26. ↑  Lang, G; Lang, K. 1981. Mass communication and public opinion: strategies for research. Social Psychology: 653–82
27. ↑  Tichenor, P. J.; Donohue, G. A.; Olien, C. N. 1970. Mass Media Flow and Differential Growth in Knowledge. Public Opinion Quarterly. 34 (2): 159. doi:10.1086/267786
28. ↑  Bauer, Raymond A.; Bauer, Alice H. Srpanj 1960. America, ‘Mass Society’ and Mass Media 1. Journal of Social Issues (engleski). 16 (3): 3–66. doi:10.1111/j.1540-4560.1960.tb00953.x. ISSN 0022-4537
29. ↑  van Zoonen, Elisabeth A. Prosinac 1992. The Women's Movement and the Media: Constructing a Public Identity. European Journal of Communication (engleski). 7 (4): 453–476. doi:10.1177/0267323192007004002. ISSN 0267-3231
30. ↑  Culnan, MJ; Markus, ML. 1987. Handbook of Organizational Communication: An Interdisciplinary Perspective. Thousand Oaks. CA: Sage
31. ↑  Daft, Richard L.; Lengel, Robert H. Svibanj 1986. Organizational Information Requirements, Media Richness and Structural Design. Management Science (engleski). 32 (5): 554–571. doi:10.1287/mnsc.32.5.554. ISSN 0025-1909
32. ↑  Walther, Joseph B. Veljača 1992. Interpersonal Effects in Computer-Mediated Interaction: A Relational Perspective. Communication Research (engleski). 19 (1): 52–90. doi:10.1177/009365092019001003. ISSN 0093-6502
33. ↑  Postmes T, Lea M, Spears R, Reicher SD. 2000. SIDE Issues Centre Stage: Recent Developments in Studies of De-individuation in Groups. KNAW. Amsterdam. CS1 održavanje: više imena: authors list (link)
34. ↑  Valkenburg, Patti M.; Peter, Jochen. Ožujak 2009. The Effects of Instant Messaging on the Quality of Adolescents’ Existing Friendships: A Longitudinal Study. Journal of Communication (engleski). 59 (1): 79–97. doi:10.1111/j.1460-2466.2008.01405.x
35. ↑  Bennett, W. Lance; Iyengar, Shanto. Prosinac 2008. A New Era of Minimal Effects? The Changing Foundations of Political Communication. Journal of Communication (engleski). 58 (4): 707–731. doi:10.1111/j.1460-2466.2008.00410.x
36. 1 2  Wahl-Jorgensen, Karin; Hanitzsch, Thomas, ur. 13. siječnja 2009. The Handbook of Journalism Studies (engleski). 0 izdanje. Routledge. doi:10.4324/9780203877685. ISBN 978-1-135-59201-1
37. ↑  Cacciatore, Michael A.; Scheufele, Dietram A.; Iyengar, Shanto. 2. siječnja 2016. The End of Framing as we Know it … and the Future of Media Effects. Mass Communication and Society (engleski). 19 (1): 7–23. doi:10.1080/15205436.2015.1068811. ISSN 1520-5436
38. ↑  Shelley, Anne. 8. lipnja 2012. Book review of Eli Pariser. The filter bubble: What the Internet is hiding from you. First Monday. 17 (6). doi:10.5210/fm.v17i6.4100
39. ↑  Ladwig, Peter; Anderson, Ashley A.; Brossard, Dominique; Scheufele, Dietram A.; Shaw, Bret. Svibanj 2010. Narrowing the nano discourse?† †This material is based upon work supported by the National Science Foundation (Grant No. DMR-0832760). Any opinions, findings, and conclusions or recommendations expressed in this material are those of the authors and do not necessarily reflect the views of the National Science Foundation. Materials Today (engleski). 13 (5): 52–54. doi:10.1016/S1369-7021(10)70084-5
40. ↑  Davison, W. Phillips. 1983. The Third-Person Effect in Communication. Public Opinion Quarterly. 47 (1): 1. doi:10.1086/268763
41. 1 2  McLEOD, Douglas M.; Eveland, William P.; Nathanson, Amy I. Travanj 1997. Support for Censorship of Violent and Misogynic Rap Lyrics: An Analysis of the Third-Person Effect. Communication Research (engleski). 24 (2): 153–174. doi:10.1177/009365097024002003. ISSN 0093-6502
42. ↑  Heider, Fritz. 13. svibnja 2013. The Psychology of Interpersonal Relations. Psychology Press. ISBN 978-1134922185
43. ↑  Standley, Tracy Collins. 1994. Linking Third Person Effect and Attribution Theory (engleski). Southern Methodist University
44. ↑  APA PsycNet. psycnet.apa.org (engleski). Pristupljeno 17. siječnja 2024.
45. ↑  Bandura, Albert. 1994. "Social Cognitive Theory of Mass Communication" (PDF) (PDF)
46. ↑  Tilley, Carol. 1. studenoga 2012. Seducing the Innocent: Fredric Wertham and the Falsifications that Helped Condemn Comics. Information & Culture: A Journal of History
47. ↑  Malamuth, Neil. 1981. Rape Proclivity Among Males (PDF). web.archive.org. Inačica izvorne stranice arhivirana 15. veljače 2010. Pristupljeno 17. siječnja 2024.CS1 održavanje: bot: nepoznat status originalnog URL-a (link)
48. ↑  APA PsycNet. psycnet.apa.org (engleski). Pristupljeno 17. siječnja 2024.
49. ↑  Carnagey, Nicholas L.; Anderson, Craig A.; Bushman, Brad J. Svibanj 2007. The effect of video game violence on physiological desensitization to real-life violence. Journal of Experimental Social Psychology (engleski). 43 (3): 489–496. doi:10.1016/j.jesp.2006.05.003
50. ↑  Lovell, Jarret S. 1. ožujka 2001. Crime and popular culture in the classroom: Approaches and resources for interrogating the obvious. Journal of Criminal Justice Education (engleski). 12 (1): 229–244. doi:10.1080/10511250100085141. ISSN 1051-1253
51. ↑  Bryant, Jennings; Zillmann, Dolf, ur. 1994. Media effects: advances in theory and research. Lea's communication series. Erlbaum. Hillsdale, NJ. ISBN 978-0-8058-0918-3
52. ↑  Gerbner, George. Lipanj 1969. Toward “Cultural Indicators”: The analysis of mass mediated public message systems. AV communication review (engleski). 17 (2): 137–148. doi:10.1007/BF02769102. ISSN 0001-2890
53. 1 2 3 4  Entman, Robert M. Ožujak 2007. Framing Bias: Media in the Distribution of Power. Journal of Communication (engleski). 57 (1): 163–173. doi:10.1111/j.1460-2466.2006.00336.x
54. ↑  Budd, Mike; Craig, Steve; Steinman, Clayton M. 1999. Consuming Environments: Television and Commercial Culture (engleski). Rutgers University Press. ISBN 978-0-8135-2592-1
55. ↑  Shoemaker, Pamela J.; Vos, Timothy. 10. rujna 2009. Gatekeeping Theory (engleski). Routledge. ISBN 978-1-135-86060-8
56. 1 2 3  Vos, Tim P.; Heinderyckx, François, ur. 2015. Gatekeeping in transition. Journalism studies. Routledge, Taylor & Francis Group. New York London. ISBN 978-0-415-73161-4
57. ↑  New Pew data: More Americans are getting news on Facebook and Twitter. Nieman Lab. Pristupljeno 17. siječnja 2024.
58. ↑  Lewis, Justin; Williams, Andrew; Franklin, Bob. Veljača 2008. A COMPROMISED FOURTH ESTATE?: UK news journalism, public relations and news sources. Journalism Studies (engleski). 9 (1): 1–20. doi:10.1080/14616700701767974. ISSN 1461-670X
59. ↑  Noelle-Neumann, Elisabeth. 1. lipnja 1974. The Spiral of Silence a Theory of Public Opinion. Journal of Communication (engleski). 24 (2): 43–51. doi:10.1111/j.1460-2466.1974.tb00367.x. ISSN 0021-9916
60. ↑  limited effects theory. Oxford Reference (engleski). doi:10.1093/oi/authority.20110803100106197. Pristupljeno 17. siječnja 2024.
61. ↑  Gitlin, Todd. Rujan 1978. Media sociology: The dominant paradigm. Theory and Society (engleski). 6 (2): 205–253. doi:10.1007/BF01681751. ISSN 0304-2421
62. ↑  Klapper, JT. 1960. The Effects of Mass Communication. Free Press. Glencoe, IL.
63. 1 2  Rubin, A. M. 2009. Media effects: Advances In theory and research. Routledge. New York, NY.
64. ↑  Katz, Elihu; Blumler, Jay G.; Gurevitch, Michael. 1973. Uses and Gratifications Research. Public Opinion Quarterly. 37 (4): 509. doi:10.1086/268109
65. 1 2  Knobloch-Westerwick, S. 2015. Choice and Preference in Media Use. Routledge. New York.
66. ↑  Zillmann D; Bryant J. 1985. Selective Exposure to Communication. Erlbaum. Hillsdale, NJ.
67. ↑  McLuhan M. 1964. Understanding Media: The Extension of Man. Sphere Books.. London.
68. ↑  Bandura A. 2009. Media Effects: Advances in Theory and Research. Routledge. New York.
69. ↑  Holbert, R. Lance; Stephenson, Michael T. 1. prosinca 2003. The Importance of Indirect Effects in Media Effects Research: Testing for Mediation in Structural Equation Modeling. Journal of Broadcasting & Electronic Media (engleski). 47 (4): 556–572. doi:10.1207/s15506878jobem4704_5. ISSN 0883-8151
70. ↑  Raykov, T & Marcoulides, G.A. 2012. A First Course in Structural Equation Modeling. Routledge. New York. CS1 održavanje: više imena: authors list (link)
71. ↑  Slater, Michael D. Kolovoz 2007. Reinforcing Spirals: The Mutual Influence of Media Selectivity and Media Effects and Their Impact on Individual Behavior and Social Identity. Communication Theory (engleski). 17 (3): 281–303. doi:10.1111/j.1468-2885.2007.00296.x. ISSN 1050-3293
72. ↑  McLeod D.M; Kosicki G.M; McLeod J.M. 2009. Media Effects: Advances in Theory and Research. Routledge. New York.
73. ↑  Petty R.E.; Cacioppo J.T. 1986. Advances in Experimental Social Psychology. Academic. New York.
74. ↑  Bauer, Raymond A. Svibanj 1964. The obstinate audience: The influence process from the point of view of social communication. American Psychologist (engleski). 19 (5): 319–328. doi:10.1037/h0042851. ISSN 1935-990X
75. ↑  Webster, J.G. 2009. Media Choice: A Theoretical and Empirical Overview. Routledge. New York.
76. ↑  List of books and articles about Politics and Mass Media | Online Research Library: Questia. web.archive.org. 12. lipnja 2020. Inačica izvorne stranice arhivirana 12. lipnja 2020. Pristupljeno 17. siječnja 2024.
77. ↑  Felle, Tom. Siječanj 2016. Digital watchdogs? Data reporting and the news media’s traditional ‘fourth estate’ function. Journalism (engleski). 17 (1): 85–96. doi:10.1177/1464884915593246. ISSN 1464-8849
78. ↑  Enli, G. and Rosenberg, L.T., 2018. Trust in the Age of Social Media: Populist Politicians Seem More Authentic. Social Media+ Society
79. ↑  Ofcom report 'News consumption in the UK' Jigsaw research, 2017.
80. ↑  Kumar, Srijan; Shah, Neil. 23. travnja 2018. False Information on Web and Social Media: A Survey. arXiv.org (engleski). Pristupljeno 17. siječnja 2024.

## Vanjske poveznice
- Predložak:Error na YouTubeu published on June 10, 2019, with Carole Cadwalladr
- Peter Medlin, WNIJ, "Illinois Is the First State to Have High Schools Teach News Literacy," National Public Radio, August 12, 2021

## Daljnj
- Adorno, Theodor (1973), The Jargon of Authenticity
- Allan, Stuart (2004), News Culture
- Barker, Martin, & Petley, Julian, eds (2001), Ill Effects: The media/violence debate – Second edition, London: Routledge
- Carter, Cynthia, and Weaver, C. Kay, eds (2003), Violence and the Media, Maidenhead: Open University Press
- Chomsky, Noam & Herman, Edward S. (1988, 2002). Manufacturing Consent: The Political Economy of the Mass Media. New York: Pantheon
- Curran, J. & Seaton, J. (1988), Power Without Responsibility
- Curran, J. & Gurevitch, M. (eds) (1991), Mass Media and Society
- Durham, M. & Kellner, D. (2001), Media and Cultural Studies. UK: Blackwell Publishing
- Fowles, Jib (1999), The Case for Television Violence, Thousand Oaks: Sage
- Gauntlett, David (2005), Moving Experiences – Second Edition: Media Effects and Beyond, London: John Libbey
- Grossberg, L., et al. (1998). Mediamaking: Mass media in a popular culture. CA: Sage Publications
- Harris, J. L.; Bargh, J. A. 2009. Television Viewing and Unhealthy Diet: Implications for Children and Media Interventions. Health Communication. 24 (7): 660–673. doi:10.1080/10410230903242267. PMC 2829711. PMID 20183373
- Habermas, J. (1962), The Structural Transformation of the Public Sphere
- Horkheimer (1947), The Eclipse of Reason, Oxford University Press
- Lang K & Lang G.E. (1966), The Mass Media and Voting
- Lazarsfeld, Berelson and Gaudet (1944), The People's Choice
- Mander, Jerry, "The Tyranny of Television", in Resurgence No. 165
- McClure, S. M.; Li, J.; Tomlin, D.; Cypert, K. S.; Montague, L. M.; Montague, P. R. 2004. Neural correlates of behavioral preference for culturally familiar drinks. Neuron. 44 (2): 379–387. doi:10.1016/j.neuron.2004.09.019. PMID 15473974. S2CID 15015392
- McCombs, M; Shaw, D.L. 1972. The Agenda-setting Function of the Mass Media. Public Opinion Quarterly. 36 (2): 176–187. doi:10.1086/267990
- Nabi, Robin L., and Mary B. Oliver. The SAGE Handbook of Media Processes and Effects. SAGE, 2009.
- Potter, W. James (1999), On Media Violence, Thousand Oaks: Sage
- Powell, L. M.; Szczpka, G.; Chaloupka, F. J.; Braunschweig, C. L. 2007. Nutritional content of television food advertisements seen by children and adolescents. Pediatrics. 120 (3): 576–583. doi:10.1542/peds.2006-3595. PMID 17766531. S2CID 9104763
- Riesman, David (1950), The Lonely Crowd
- Robinson, T. N.; Borzekowsi, D. L.; Matheson, D. M.; Kraemer, H. C. 2007. Effects of fast food branding on young children's taste preferences. Archives of Pediatrics and Adolescent Medicine. 161 (8): 792–797. doi:10.1001/archpedi.161.8.792. PMID 17679662
- Thompson, J. (1995), The Media and Modernity
- Trenaman J., and McQuail, D. (1961), Television and the Political ImageMethuen